# Brian Dumoulin
Brian Joseph Dumoulin (ur. 6 września 1991 w Biddeford, Maine, USA) – hokeista amerykański, gracz ligi NHL, reprezentant Stanów Zjednoczonych.

## Kariera klubowa
- Boston College (2009 - 10.04.2012)
- Carolina Hurricanes (10.04.2012 - 23.06.2012)
- Pittsburgh Penguins (23.06.2012 -
  -  Wilkes-Barre/Scranton Penguins (2012 - 2015)

## Kariera reprezentacyjna
- Reprezentant USA na  MŚJ U-20 w 2011

## Sukcesy
Reprezentacyjne
- Brązowy medal z reprezentacją USA na  MŚJ U-20 w 2011

Klubowe
- Puchar Stanleya z zespołem Pittsburgh Penguins w sezonie 2015-2016
- Puchar Stanleya z zespołem Pittsburgh Penguins w sezonie 2016-2017